# Alexandre Bonnet
Alexandre Bonnet (La Roche-sur-Yon, 17 de octubre de 1986) es un futbolista francés. Juega de mediocampista y se encuentra sin equipo.

## Selección nacional
Ha sido internacional con la selección sub-21 de Francia en cuatro ocasiones anotando un gol.

## Clubes
| Club                 | País    | Año       |
| -------------------- | ------- | --------- |
| Toulouse F. C.       | Francia | 2005-2009 |
| C. S. Sedan (cedido) | Francia | 2006-2007 |
| Le Havre A. C.       | Francia | 2009-2022 |
| U. S. Quevilly       | Francia | 2022-2024 |